# Skarø
Skarø es una isla de Dinamarca, situada al sur de Fionia y perteneciente al municipio de Svendborg
La isla ocupa una superficie de 1,97 km², y alberga una población de 32 habitantes en 2016.
Se puede acceder a la isla en ferry, desde Svendborg y Drejø.
Se ubica al oeste de Tåsinge y frente a la costa meridional de Fionia.